# SN 2010be
SN 2010be – supernowa typu Ia odkryta 19 stycznia 2010 roku w galaktyce A021946-0312. W momencie odkrycia miała maksymalną jasność 20,20m.